# Colias erate
Colias erate és una espècie de lepidòpter papilionoïdeu de la família dels pièrids (Pieridae), subfamília dels Coliadinae. Viu des del sud-est d'Europa, a través de Turquia passant per l'Àsia central fins al Japó  i Taiwan. Al sud, la seva àrea s'estén fins i tot a  Somàlia i a  Etiòpia. L'espècie va ser descrita per la primera vegada per Eugenius Johann Christoph Esper, el 1805.
L'envergadura és de 23 a 26 mm. Aquesta papallona vola el maig i setembre, en dues generacions.

## Subespècies i formes
- Colias erate erate (Esper, 1805)
- Colias erate erate f. pallida (Staudinger, 1861)[3][4]
- Colias erate amdensis (Verity, 1911)
- Colias erate formosana S(hirozu, 1955)
- Colias erate lativitta (Moore, 1882)
- Colias erate marnoana (Rogenhöfer, 1884)
- Colias erate naukratis (Fruhstorfer, 1909)
- Colias erate nilagiriensis (Felder, 1859)
- Colias erate poliographus (Motschulskhy, 1860)
- Colias erate sinensis (Verity, 1911)
- Colias erate tomarias (Bryk, 1942)[5]

## Galeria d'imatges

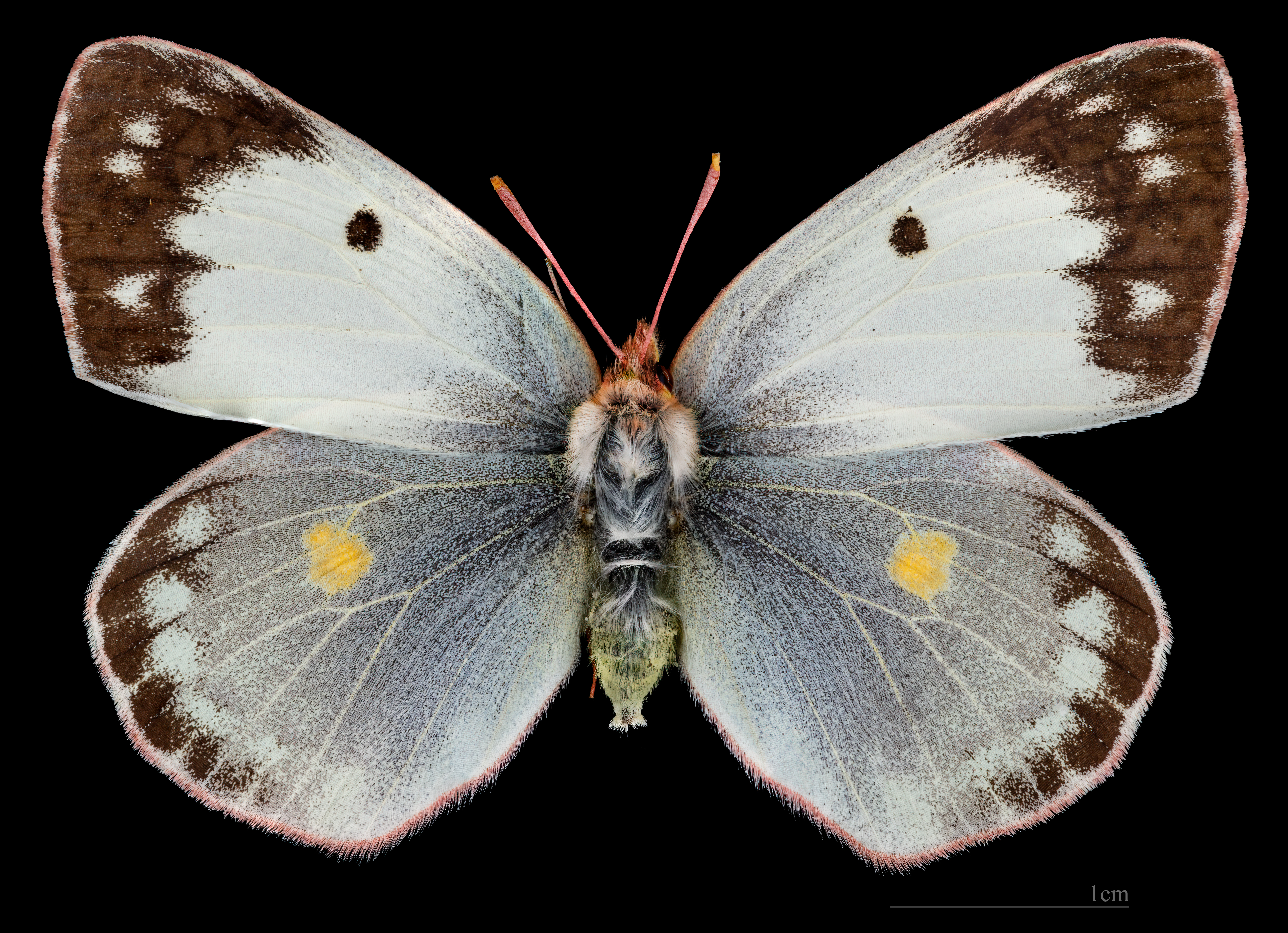
Colias erate erate f. pallida  ♂ MHNT
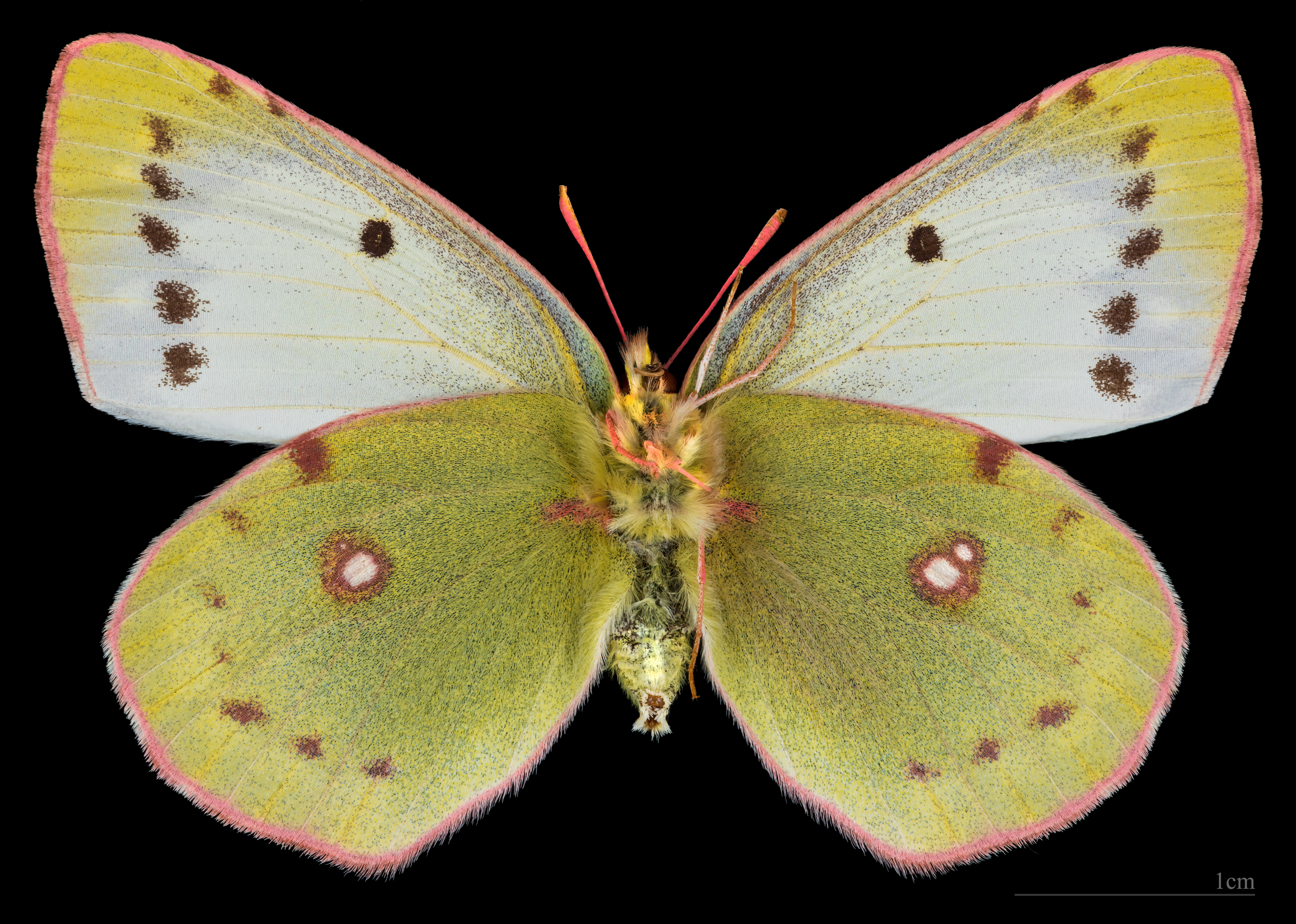
Colias erate erate f. pallida  ♂ △ MHNT